# Медиобогдум
Медиобогдум («Харднот») — римский форт в Британской провинции. Его руины находятся на западной стороне прохода Харднот в английском графстве Камбрия (прежде — часть Камберленда).

## Местоположение и название
Построен на скалистом выступе, с которого открывается вид на реку Эск и долину Эксдейл, и можно обеспечивать охрану прохода Харднот. До недавних пор укрепление было известно под именем Харднот, но затем, благодаря Космографии из Равенны, было идентифицировано как Медиобогдо (или, более правильно — Медиобогдум), располагался на дороге между фортами Галава (Амблсайд) и Гланновента (Равенгласс).

## История
Построенный между 120 и 138 годами форт был оставлен римлянами во время продвижения Антонина в Шотландию в середине второго века. Был повторно занят около 200 года и использовался до конца IV столетия. В это время рядом с фортом вырос обширный викус (заштатный город). Римский гарнизон Медиобогдума составлял отряд конницы из 500 уроженцев далматинского побережья.

## Описание
Форт представляет собой квадрат с закругленными углами, длиной снаружи 114 метров, внутри — 105 метров, толщина крепостной стены около 1,7 метров со рвом. Внешняя стена имеет четверо ворот, расположенных в центре каждой из сторон, со смотровыми башнями по углам. В пределах стен имеются планы трех зданий: зернохранилище, здание гарнизонного штаба и дом командира гарнизона. В дополнение к этим каменным зданиям, имелись деревянные конструкции, где размещались казармы для легионеров.
За пределами квадрата форта сохранились остатки бани (в которой есть редкая круглая парилка), и ровный плац, который считается лучшим из сохранившихся в Западной части империи.

## Современное состояние
Форт находится на земле, принадлежащей Национальному фонду Великобритании и поддерживается Английским Наследием.